# Bistum Oyo
Das Bistum Oyo (lateinisch Dioecesis Oyoensis, englisch Diocese of Oyo) ist eine in Nigeria gelegene römisch-katholische Diözese mit Sitz in Oyo.

## Geschichte
Das Bistum Oyo wurde am 3. März 1949 durch Papst Pius XII. mit der Apostolischen Konstitution Quo validius aus Gebietsabtretungen des Apostolischen Vikariates Lagos als Apostolische Präfektur Oyo errichtet.
Am 18. Januar 1963 wurde die Apostolische Präfektur Oyo durch Papst Johannes XXIII. mit der Apostolischen Konstitution Sacrum Consilium zum Bistum erhoben und dem Erzbistum Lagos als Suffraganbistum unterstellt. Das Bistum Oyo wurde am 16. März 1994 dem Erzbistum Ibadan als Suffraganbistum unterstellt. Am 3. März 1995 gab das Bistum Oyo Teile seines Territoriums zur Gründung des Bistums Osogbo ab.

## Ordinarien

### Apostolische Präfekten von Oyo
- Owen McCoy MAfr, 1949–1963

### Bischöfe von Oyo
- Owen McCoy MAfr, 1963–1973
- Julius Babatunde Adelakun, 1973–2009
- Emmanuel Adetoyese Badejo, seit 2009